# Roland Dening
Roland Dening, britanski general, * 1888, † 1978.